# George Swindin
George Swindin (né le 4 décembre 1914 - mort le 27 octobre 2005) était un footballeur anglais devenu entraîneur.
George Swindin fut gardien de but lors de sa carrière de joueur. Il devient professionnel en 1934 et défendit les couleurs de Bradford City AFC avant de rejoindre Arsenal FC en 1936. Il gagne le titre de champion avec les Gunners en 1938.
La Seconde Guerre mondiale met sa carrière sportive entre parenthèses, mais est à nouveau présent dans les buts d'Arsenal pour le titre de 1948. Il quitte les Gunners en 1953 après avoir disputé 297 matches pour Arsenal. Il rejoint alors Peterborough United FC avec un statut d'entraîneur-joueur.
Swindin retrouve ses Gunners en 1958 en devenant l'entraîneur du club. Il reste en poste quatre saisons puis démissionne. Il rejoint alors Norwich City FC pendant cinq mois puis Cardiff City FC de 1962 à 1964.

## Palmarès de joueur
- Champion d'Angleterre 1938 et 1948 avec Arsenal
- Vainqueur de la FA Cup 1950 avec Arsenal
- Finaliste de la FA Cup 1952 en avec Arsenal